# Takefushi Sakuta
Takefushi Sakuta (jap. 竹節 作太; * 17. April 1906 in Hirao (heute Teil von Yamanouchi), Kreis Shimo-Takai, Präfektur Nagano; † 12. August 1988) war ein japanischer Skisportler, der im Skilanglauf und in der Nordischen Kombination startete.
Takefushi studierte bis 1929 an der Waseda-Universität und siegte in den Jahren 1925 und 1926 bei den japanischen Meisterschaften mit der Staffel. Bei seiner einzigen Teilnahme an Olympischen Winterspielen im Februar 1928 in St. Moritz belegte er den 31. Platz über 18 km und den 26. Rang über 50 km. Zudem startete er dort beim Wettbewerb in der Nordischen Kombination, welchen er aber nicht beendete. Nach seinem Abschluss arbeitete er als Journalist bei der Tokyo Nichi Nichi Shimbun. Zwischen 1949 und 1954 war er Vorsitzender des Japanischen Skiverbandes.